# Ludvík Aškenazy
Ludvík Aškenazy (24. února 1921 Český Těšín – 18. března 1986 Bolzano, Itálie) byl český spisovatel, reportér a rozhlasový pracovník, který polovinu svého života prožil v exilu.

## Životopis
Pocházel z česko-židovské rodiny v Českém Těšíně a jeho tvorbu to později významně ovlivnilo. Zaměstnání Ludvíkova otce celou rodinu přivedlo do Polska. Maturitu Ludvík složil roku 1939 v haličské Stanislavi (od roku 1920 do roku 1945 polské město Stanisławów, nyní ukrajinské město Ivano-Frankivsk), tehdy právě obsazené Sovětským svazem. Pak studoval v polském Lvově slovanskou filologii.
Počátkem druhé světové války byl Aškenazy evakuován do Kazachstánu, kde učil na střední škole dějepis do doby, než v Sovětském svazu v roce 1942 vstoupil do 1. československého armádního sboru, vedeného Ludvíkem Svobodou. Bojoval i u Sokolova. Za svoji statečnost v boji dostal po válce sovětské i československé vyznamenání.
S československým vojskem se vrátil do vlasti a hned po návratu, v květnu 1945, se seznámil a později oženil s Carlou Henriettou Mariou Leonií Mann, dcerou německého spisovatele Heinricha Manna.
Carla Henrietta Maria Leonie Mann, manželka Ludvíka Aškenazyho, byla jediné dítě, které vzešlo ze čtrnáctiletého manželství pražské herečky Marie Khan a Heinricha Manna. Heinrich Mann (autor slavného románu Profesor Neřád, jenž je známý také díky filmové adaptaci Modrý anděl s Marlene Dietrichovou) a Leonina matka „Mimi“ se v roce 1928 rozvedli. Marie Khan s dcerou Leonií zůstaly v Praze, protože nestačily utéct před nacisty, ale válku přežily. Matka Leonie Marie Khan však zemřela necelé dva roky po válce na následky pobytu v terezínském koncentračním táboře.
Ludvíku Aškenazymu a Leonii Mannové se narodili dva synové: ještě před svatbou Jindřich Mann (* 18. března 1948, Praha); později pak Ludwig Mann (* 5. dubna 1956). Oba synové se v dospělosti stali režiséry.
Po druhé světové válce, po roce 1945, Ludvík Aškenazy pracoval až do začátku 50. let v pražském rozhlase jako reportér a zahraničně politický komentátor. Velmi často cestoval – zavítal například do Polska, NDR, Spojených států amerických, Indie, Japonska nebo Itálie. Působil také jako válečný zpravodaj v Izraeli. Koncem 50. let 20. století však profesi zahraničního reportéra opustil a stal se spisovatelem z povolání.
Byl pak spisovatelem na volné noze. V roce 1964 se stal zakládajícím členem Odboru přátel a příznivců Slavie, který měl za cíl zachránit a pozdvihnout fotbalovou Slavii, toho času živořící ve druhé fotbalové lize.

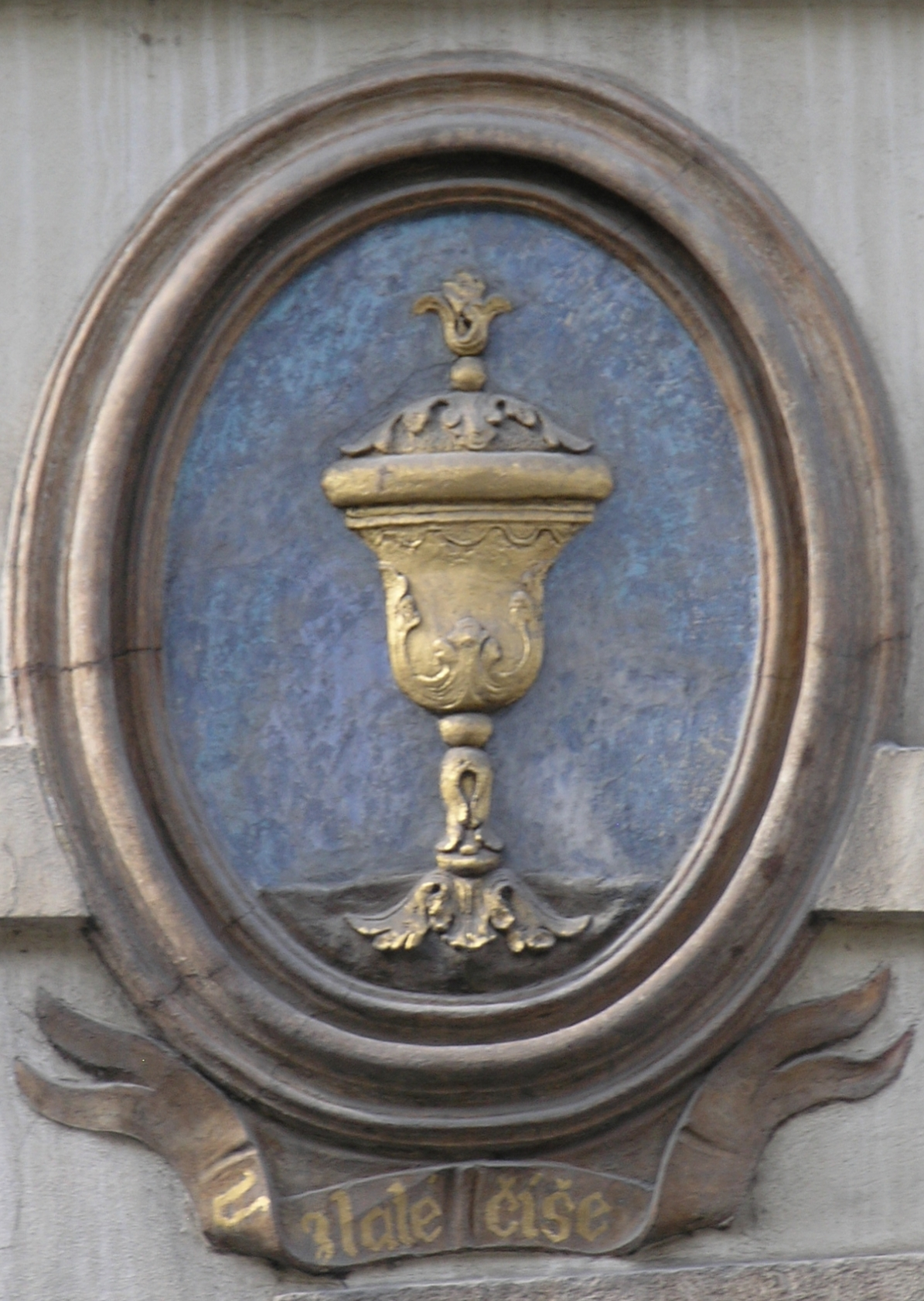
Domovní znamení na domě U Zlaté číše v Nerudově ulici čp. 16 v Praze, kde rodina bydlela

Po invazi vojsk Varšavské smlouvy do Československa 21. srpna 1968 v roce 1968 emigroval s celou rodinou do západního Německa, do Mnichova. Před emigrací žila rodina v Praze, Nerudově ulici čp. 16; ke konfiskaci majetku této rodiny nedošlo. I v Německu byl Aškenazy spisovatelem na volné noze, po nějaké době obcházel nutný překlad z češtiny a začal psát německy. Až do roku 1976 žil v Mnichově. Pak se koncem 70. let odstěhoval do severní Itálie, kde roku 1986 po dlouhé nemoci zemřel v Bolzanu ve věku 65 let.
Značná část jeho pozůstalosti (cca 26 krabic písemností) je uchovávána v Německém literárním archivu v Marbachu am Neckar. Mezi archivovanými dokumenty nechybí původní české a německé texty v nejrůznějších verzích, dále překlady autorových textů do němčiny či rozsáhlá korespondence.

## Ukázka z díla
Kratičká povídka Vajíčko, která je součástí povídkového cyklu stejného názvu:
Vajíčko
Pan Pokštefl se bavil tím, že volal na neznámá telefonní čísla a z neznámých lidí si dělal legraci. Ale měl vždy speciální telefonát, a to v pátek ve 3 hodiny odpoledne. Volal panu Kohoutkovi, zeptal se, jestli je doma pan Slepička a jestli snesl vajíčko. Jednou v pátek ve tři hodiny ale čekal pan Kohoutek marně. Pan Pokštefl byl totiž odveden do koncentračního tábora. Když se po válce pan Pokštefl vrátil do Prahy, zjistil, že je pátek a za pět minut tři. Tak šel k nejbližšímu telefonnímu automatu a zavolal na jediné číslo, které si pamatoval – číslo pana Kohoutka. Pan Kohoutek měl takovou radost, že telefonista přežil, že ho pozval na vajíčko na měkko.
(Aškenazy, Ludvík. Vajíčko. Praha: Československý spisovatel 1963)

## Dílo
Zprvu psal reportáže, které byly formovány komunistickou ideologií v jejím dobovém stalinistickém ražení.
- Kde teče krev a nafta, 1948, reportáže z Izraele, fotografie Viktor Radnický
- Ulice milá a jiné reportáže z Polska, 1950
- Německé jaro, 1950
- Z modrého zápisníku, 1951 reportáže
- Všude jsem potkal lidi, 1955
- Indiánské léto, 1956, Reportáže a cestopis z USA

Od roku 1955, po úspěchu své první prozaické knížky Dětské etudy, jež obsahuje příběhy malého chlapce a jeho otce, ve kterých je hodně poezie a minimum dobové ideologie, byl spisovatelem na volné noze a psal prózu – převážně povídky, později divadelní hry. Od počátku měl vlastní, svébytný, poetický, často melancholický, diktus. Pohádku Putování za švestkovou vůní je možno považovat za jediný autorův pokus o román. Ač určena pro děti, vyšla zprvu pro dospělé a těšila se svého času značné popularitě. V padesátých a šedesátých letech 20. století byl Ludvík Aškenazy relativně oblíbený a čtený spisovatel, který se trochu vymykal všem běžným zařazením a případným klišé v rámci tehdy vydávané a režimem povolené literatury,[zdroj?] řada jeho povídek byla v těchto letech zfilmována. Byl také scenárista, dramatik a autor rozhlasových her.
Jeho pozdější literární tvorba v emigraci (zprvu psaná ještě česky, posléze pak německy) byla z velké části literaturou dětskou. Za sbírku pohádek Wo die Füchse Blockflöte spielen získal roku 1977 Německou státní cenu za dětskou literaturu (Deutscher Kinderbuchpreis). Další úspěch zaznamenaly i knížky Wo die goldene Schildkröte tanzt a Du bist einmalig. Mimo řady pohádek psaných pro rozhlas (převážně Bayerischer Rundfunk) napsal v Německu mnoho rozhlasových her, které většinou i sám inscenoval, a mnoho televizních a filmových scénářů – převážně pro ZDF, ale také BR.
Dětské knížky vzniklé v emigraci vyšly v množství překladů do dalších jazyků, rozhlasové hry se dočkaly uvedení ve Velké Británii, Kanadě a Skandinávii. Přestože se tato jeho díla vzniklá v emigraci stala poměrně oblíbenými, do německé literatury nijak výrazně nezasáhla. Protagonisté jeho knih jsou často děti a hranice mezi knihami pro děti anebo o dětech je u tohoto autora často záměrně trochu nezřetelná:
- Dětské etudy, 1955, svého času bestseller, knížka o „človíčkovi“ založila autorovu popularitu
- Milenci z bedny, 1959, v jistém smyslu pokračování Dětských etud
- Etudy dětské a nedětské, 1963, povídky vynikající poetickým viděním okolního světa, jejichž prostřednictvím se autor vrací ke křehkému kouzlu dětských her

V roce 1956 poprvé vydal Československý spisovatel knihu se dvěma novelami, řazenými k žánru science fiction:
- Ukradený měsíc, pohádka, často zdramatizovaná, svého času i pro divadlo Semafor; vznikly podle ní i stejnojmenná opera Františka Kovaříčka z roku 1966 a stejnojmenná opera Jiřího Pekárka z roku 1990[10]
- Červená hvězda, se stejnými hrdiny, chlapci, kteří z Měsíce pozorují Zemi s jejími prohřešky

Další povídkové sbírky jsou:
- Sto ohňů, 1952, dá se jistě definovat jako dílo poplatné stalinismu
- Vysoká politika, 1953, dá se jistě definovat jako dílo poplatné stalinismu
- Květnové hvězdy, 1955 později i pod názvem Májové hvězdy
- Psí život, 1959, povídky o zvířatech a lidech za války a v protektorátu
- Vajíčko, povídky

Je také autorem knihy básní:
- Černá bedýnka, 1960, poezie ilustrovaná a inspirovaná fotografiemi, vydala Mladá fronta

### Díla pro děti
- Putování za švestkovou vůní aneb Pitrýsek neboli strastiplné osudy pravého trpaslíka, 1959
- Osamělý létací talíř, 1963
- Praštěné pohádky, 1965
- Pohádka na klíč, 1967
- Cestopis s jezevčíkem, 1969

### Drama
- C. k. státní ženich, 1963
- Andělka, 1968
- Pravdivý příběh Antonie Pařízkové, lehké holky s dobrým srdcem (pravděpodobně totožný s německým textem Die wahre Geschichte der gutherzigen Dirne Antonie Prussik)

### Filmové scénáře
- Tam na konečné (1957, režie Ján Kadár a Elmar Klos)
- Hry a sny (1958, režie Milan Vošmik)
- Májové hvězdy (1959, režie Stanislav Rostockij, Stanislav Strnad)
- Křik (1964, režie Jaromil Jireš)
- Galgentoni (1972, podle E. E. Kische, r. Michael Kehlmann), televizní film
- Des Pudels Kern (1975, sc. + režie Vojtěch Jasný), televizní film
- Der Poltergeist (1981, sc. L. A. a Jindřich Mann, režie Jindřich Mann)

### Rozhlasové hry
Vzhledem k tomu, že zejména u pozdějších titulů ze 70. a 80. let není jednoznačně prokázáno, v jakém jazyce původně vznikly, je třeba vnímat následující přehled pouze jako orientační. Řazení je pokud možno chronologicky podle data vydání originálu. Nebylo-li možné datum zjistit, nachází se text na konci seznamu.
- Cena míru (1949)
- Začalo to v Chicagu (1949)
- Plán Barbarosa (1949)
- Byla to vichřice (1949)
- Dítě a bomba (1951)
- Akce Rudý šátek (1959, režie Miloslav Disman)
- Piškot (1963, režie Josef Červinka)
- Bylo to na váš účet (1964, režie Jiří Horčička), Prix Italia 1963
- Kůže (1967, režie Jiří Horčička)
- Servítek (1967, režie Jana Bezdíčková)
- Anamnéze (1969)
- Host (1970, režie Josef Červinka)

Rozhlasové hry uvedené nejdříve v německém překladu (či něm. originále ?) a dostupné též v češtině
- Viermal zwei (1971, přel. Gerhard Baumrucker)[11], č. Třikrát dva (1993, režie Jiří Horčička)
- Die Stecknadel (1971), č. Jehlice (1997, režie Jiří Horčička)
- Anleitung zum Verkauf eines Sprachkursus (1973), č. Návod k prodeji jazykového kursu (1997, režie Jiří Horčička)
- Der Stich (1973), č. Bodnutí (1999, režie Jiří Horčička)
- Im Rückspiegel (1973), č. Ve zpětném zrcátku (2003, režie Vlado Rusko), v manuskriptech též jako Taxinapping a Auf dem Weg zum Porzellanhund
- Nachruf auf ein Pony (1980), č. Vzpomínka na poníka (1997, režie Jiří Horčička)
- Warum der heilige Nikolaus bis auf den heutigen Tag einen falschen Bart trägt, 1981), č. Proč svatý Mikuláš nosí falešný vous (2008, režie Petr Mančal)
- Der Flug zur Andromeda (1983), č. Let k Andromedě (2000, režie Hana Kofránková)
- Doktor Fäustchen oder Das neue Spiel mit dem Feuer (1984), č. Doktor Faustík aneb Nová hra s ďáblem (1999, režie Jiří Horčička)
- Spiel mit dem Feuer (1984), č. Hra s ohněm (2000, režie Hana Kofránková)
- Anleitung zum Verkauf eines blauen Wellensittichs (?), č. Návod k prodeji modré andulky (1997, režie Jiří Horčička)
- Es ist schön, wenn Florian lacht (?), č. Je krásné, když se Florián směje (1999, režie Jiří Horčička)
- Der Mohr (?), č. Mouřenín (2002, režie Lída Engelová)

Pravděpodobně pouze německy byly dosud vysílány hry
- Der Kiosk (1967)
- Der Feuerschein (1967)
- Eine Handvoll Zuckerwürfel (1969), přel. Alexandra Baumrucker
- Passion für Angelika (1970)
- Namen (1972), přel. Alexandra Baumrucker
- Die Leiden des jungen Nowak (1972)
- Der Schlüsselsatz (1976)
- Die wahre Geschichte der gutherzigen Dirne Antonie Prussik (1977)
- Was es noch nicht gab (1977), určeno pro děti
- Der Kürbisberg (1977, režie Ludvík Aškenazy), určeno pro děti
- Das Happening (1979)
- Milena (1980), určeno pro děti
- Ein Schuss Tränen (1980)
- Die schwarzweisse Geschichte (1983), určeno pro děti
- Wüterich, der gute Freund (1985)
- Verblichene Pastelle (1993, režie Jiří Horčička)
- Das Wunderei (1996)

Nejasné
- Beethoven (1991, režie Jiří Horčička)
- Mozart (1991, režie Jiří Horčička)
- Dávné podobizny (1992, režie Jiří Horčička)
- Jak jsme si tě vymysleli (2000, režie Hana Kofránková)